# Желдыбино (посёлок, Владимирская область)
Желдыбино — посёлок в Киржачском районе Владимирской области России, входит в состав Кипревского сельского поселения. 

## География
Посёлок расположен в 11 км на восток от центра поселения деревни Кипрево и в 18 км на северо-восток от райцентра города Киржач, ж/д станция Желдыбино на линии Бельково — Иваново. Назван по имени деревни Желдыбино, расположенной в 7 км на юго-запад.

## История
Возник как пристанционный посёлок в начале XX века, с 1926 года — в составе Киржачской волости Александровского уезда. В 1926 году в посёлке числилось 6 дворов.
С 1929 года посёлок входил в состав Жердевского сельсовета Киржачского района, с 1940 года — в составе Ефремовского сельсовета, с 1954 года — в составе Желдыбинского сельсовета, с 1959 года — в составе Лукьянцевского сельсовета, с 1971 года — в составе Кипревского сельсовета, с 2005 года — в составе Кипревского сельского поселения.

## Население
| 1926 | 2002 | 2010 | 2021 |
| ---- | ---- | ---- | ---- |
| 28   | ↗44  | →44  | ↘32  |